# سال کبیسه (فیلم)
سال کبیسه (انگلیسی: Año bisiesto) یک فیلم به کارگردانی مایکل روی است که در سال ۲۰۱۰ منتشر شد. این فیلم برنده دوربین طلایی از جشنواره فیلم کن شده است.